# Initiative législative populaire en Espagne
L'Initiative législative populaire en Espagne est un mécanisme de démocratie semi-directe prévu par la constitution espagnole de 1978 qui permet à 500 000 citoyens espagnols (soit 1,26 % du corps électoral), par pétition, de saisir le Congrès des députés afin qu'il statue sur une proposition de loi. Ce mécanisme ne comporte pas de référendum.

## Description
La constitution espagnole prévoit l'initiative populaire dans ses articles 87.3 et suivants ainsi que dans la loi organique 3/1984. Après sa présentation devant le Congrès des députés, l'assemblée examine la proposition et se prononce sur son admissibilité dans les 15 jours. Le comité pétitionnaire peut faire recours de la décision devant le Tribunal constitutionnel. Les frais de récolte de signatures sont remboursés par l'État si le comité atteint les 500 000 signatures.

## Au niveau régional
Au niveau des régions, le niveau minimum de signatures requis est de:
- Andalousie: 40 000
- Aragon: 15 000
- Asturies: 10 000
- Baléares: 10 000
- Canaries: 15 000
- Cantabrie: 10 000
- Castille-La Manche: 20 000
- Castille et Léon: 25 000
- Catalogne: 50 000
- Communauté de Valence: 50 000
- Estrémadure: 5 % du corps électoral
- Galice: 15 000
- La Rioja: 6 000
- Madrid: 50 000
- Murcie: 10 000
- Navarre: 7 000
- Pays Basque: 30 000

## Initiatives populaires
Les initiatives populaires déposées avec le nombre minimal requis de signatures ayant été reconnues valables sont:
|    | Proposition de loi | Présentée  | Contrôlée  | Résultat de la procédure | Signatures recueillies |
| -- | --- | ---------- | ---------- | ------------------------ | ---------------------- |
| 1  | Projet de cadre réglementaire pour le financement de la Loi sur le système de l'éducation / Proposición de Ley marco reguladora de la financiación del sistema educativo (N° de fichier 120/000001/0000 de la Ve législature d'Espagne). | 27/03/1996 | 27/03/1996 | Rejetée                  | 600 000                |
| 2  | Proposition de loi réglementant le manuel pour l'éducation de base / Proposición de Ley reguladora del libro de texto para la enseñanza básica. | 20/01/1997 | 28/01/1997 | Rejetée                  | 600 000                |
| 3  | Projet de loi sur la journée de travail / Proposición de Ley reguladora de la jornada laboral. | 12/11/1998 | 16/11/1998 | Rejetée                  | 700 000                |
| 4  | Projet de loi sur la sous-traitance dans le secteur de la construction / Proposición de Ley reguladora de la subcontratación en el sector de la construcción (N° de fichier 120/000006/0000 de la VIe législature d'Espagne). | 05/04/2000 | 06/04/2000 | Rejetée                  | 600 000                |
| 5  | Proposition de loi sur les principes fondamentaux de l'organisation de la médecine / Proposición de Ley sobre principios básicos de ordenación del medicamento. | 27/09/2000 | 03/10/2000 | Rejetée                  | 1 300 000              |
| 6  | Projet de loi pour la stabilité et la sécurité d'emploi / Proposición de Ley para la estabilidad y la seguridad en el empleo. | 12/09/2001 | 18/09/2001 | Rejetée                  | 600 000                |
| 7  | Proposition de loi pour la protection de l'efficacité des accords et pactes dans l'administration publique et de garantir le pouvoir d'achat de leurs employés et des employés / Proposición de Ley para la protección de la eficacia de los acuerdos y pactos en las Administraciones Públicas y garantía del poder adquisitivo de sus empleadas y empleados. | 08/10/2001 | 17/10/2001 | Rejetée                  | 560 000                |
| 8  | Loi proposée modifiant le Code civil concernant le mariage et l'adoption / Proposición de Ley por la que se modifica el Código Civil en materia de matrimonio y adopción. | 28/06/2004 | 06/07/2004 | Rejetée                  | 1 500 000              |
| 9  | Projet de loi sur la télévision sans frontières / Proposición de Ley de Televisión Sin Fronteras (N° de fichier 120/000007/0000 de la IXe législature d'Espagne). | 13/12/2011 | 21/12/2011 | Rejetée                  | 670 000                |
| 10 | Projet de loi pour l'emploi stable et droits / Reforma laboral en España en 2010/Proposición de Ley para el empleo estable y con derechos (N° de fichier 120/000009/0000 de la IXe législature d'Espagne). | 13/12/2011 | 21/12/2011 | Rejetée                  | 1 058 752,             |
| 11 | Projet de loi de régulation de la tauromachie comme un bien d'intérêt culturel / Proposición de Ley para la regulación de la fiesta de los toros como Bien de Interés Cultural (N° de fichier 120/000012/0000 de la IXe législature d'Espagne). | 13/12/2011 | 21/12/2011 |                          | 590 000                |
| 12 | Projet de loi réglementant le paiement en nature, pour arrêter les expulsions et les loyers sociaux / Proposición de ley de regulación de la dación en pago, de paralización de los desahucios y de alquiler social | 05/02/2013 |            |                          | 1 402 845              |